# Amherst (Texas)
Pour les articles homonymes, voir Amherst.
Amherst est une ville située dans le comté de Lamb dans l'État du Texas aux États-Unis.

## Histoire
Amherst, située sur la U.S. Route 84 et la Burlington Northern and Santa Fe Railway s'est établie en 1913 comme la gare d'un ranch local. Un lotissement se créé à un mile du dépôt de Santa Fe en 1923 et prend un nom d'après le Amherst College. Un bureau de poste y est créé en 1924.
Vers 1930, 35 entreprises et 964 habitants habitent les lieux et disposent de services dont un journal local, l'Amherst Argus. Pendant longtemps, l'Amherst Hôtel était un lieu populaire pour s'arrêter sur la route du Nouveau-Mexique.

## Source
- (en) Cet article est partiellement ou en totalité issu de l’article de Wikipédia en anglais intitulé « Amherst, Texas » (voir la liste des auteurs).